# Paratrachelas acuminus
Paratrachelas acuminus is een spinnensoort uit de familie van de Trachelidae.
De wetenschappelijke naam van de soort werd in 1988 als Clubiona acumina gepubliceerd door Zhu & An.